# Argunská soutěska

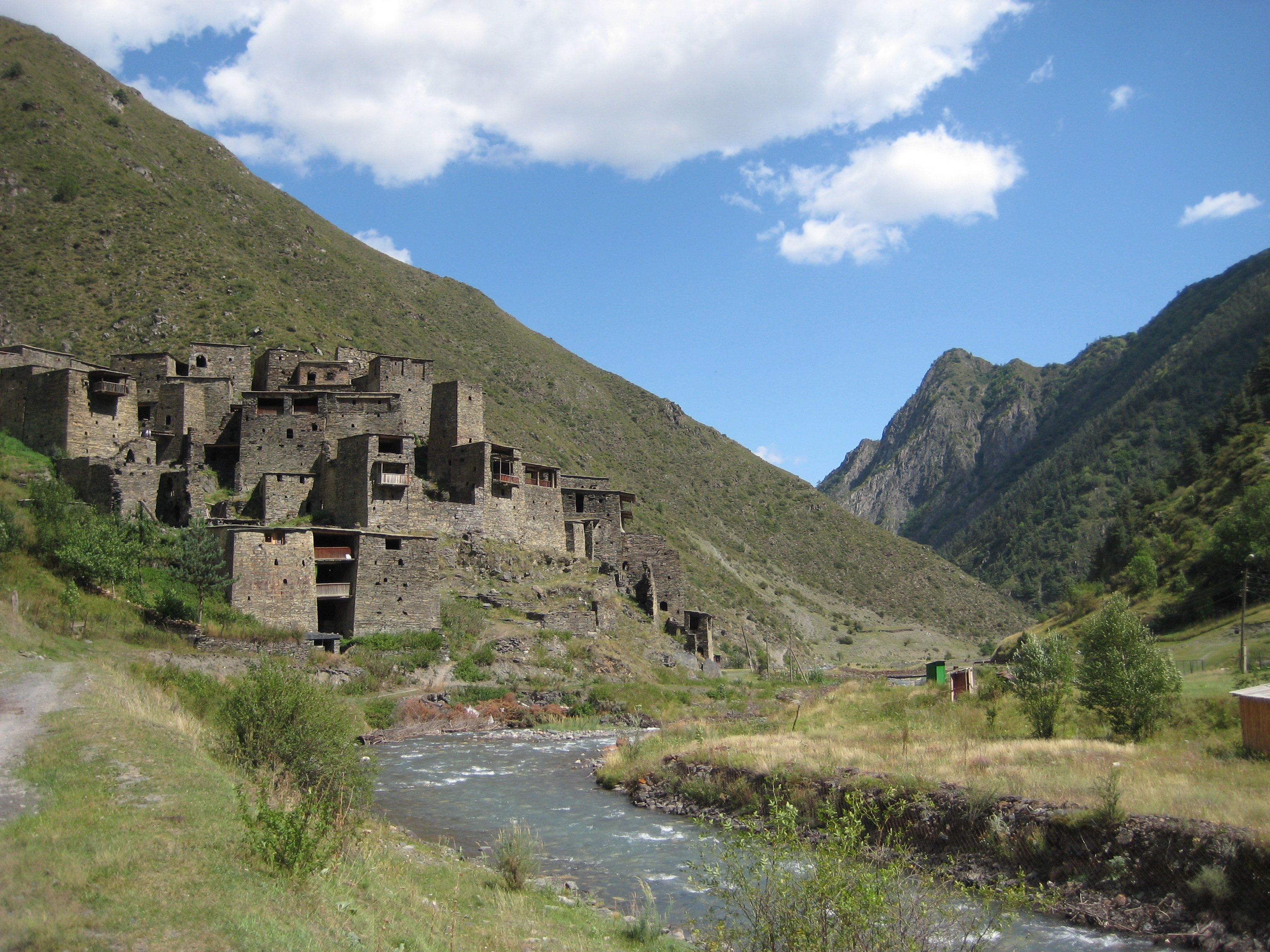
Řeka Argun u Šatili v Gruzii

Argunská soutěska je jednou z největších a nejdelších soutěsek v oblasti Velkého Kavkazu a jeho severního předhůří. Délka soutěsky, vytvořené tokem řeky Argun, je téměř 120 km.

## Geografie
První úsek Argunské soutěsky se nachází na území kraje Mccheta-Mtianetie v Gruzii, zahrnující historickou oblast Chevsuretie. Řeka Argun od pramenů v nadmořské výšce 2800 metrů teče severním směrem a po 20 kilometrech překračuje státní hranici Čečenské autonomní republiky Ruské federace. Tok řeky Argun, sevřený skalnatými srázy hor, dále pokračuje zhruba severovýchodním směrem na území čečenských okresů Galan-Čož, Itum-Kali a Šatoj. V závěru soutěsky Argun opouští kraj Černých hor - severního předhůří Velkého Kavkazu - a protéká tzv. Argunskými vraty u obce Duba-Jurt v šatojském okrese a pokračuje dále do rovinatých oblastí Čečenska až k soutoku s řekou Sunžou. Výška hor, obklopujících Argunskou soutěsku, dosahuje od 1100 do 4800 m n. m.

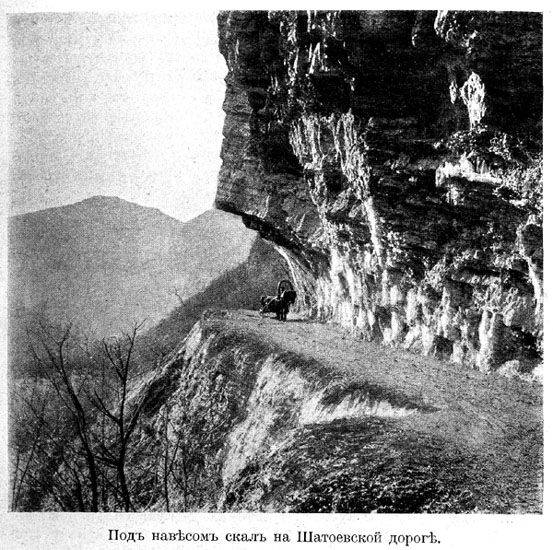
Historický obrázek cesty, vedoucí soutěskou v oblasti Šatoje

## Kult cesty
Soutěskou od pradávna procházela cesta z Evropy do Asie, spojující severní oblasti Ruska s oblastmi Zakavkazska a Přední Asie. Právě tuto cestu používala ruská poselství a kupci, putující do Gruzie, až do 18. století. Ještě v 19. a na počátku 20. století cestu Argunskou soutěskou používali Čečenci, odcházející za prací do Gruzie.
V souladu s čečenskou kulturou bylo vše, co se týkalo cest, považováno za posvátné. Péče o údržbu cest mezi obcemi byla považována za kolektivní povinnost všech místních obyvatel spolu s povinností poskytnout pohostinství všem lidem, včetně cizinců, kteří po cestě putovali. Bylo zakázáno jakkoli poškodit cestu, například sebrat z ní i jediný kámen. Mezi největší zločiny s nejpřísnějšími tresty patřilo poškození mostu. Se starobylým čečenským kultem cesty souvisely také mýty o existenci tzv. taramů. Tito duchové - dvojníci lidí - podle čečenské mytologie ochraňovali poutníky na cestách zejména v nočním čase.

## Pevnosti
Cesta Argunskou soutěskou byla v historických dobách nejvýznamnější cestou v oblasti severního Kavkazu. Nepoužívali ji jen poslové, kupci a poutníci, ale snažila se po ní proniknout na další území i vojska různých mocností. Kočovníci ze severu se opakovaně pokoušeli překonat po cestě proti proudu Argunu hlavní kavkazský hřeben a dostat se do Zakavkazska , ale nikdy se jim to nepodařilo. Z jihu, tedy z opačné strany, se snažila v 9. - 10. století probít do Předkavkazska arabská vojska, která svedla v soutěsce četné boje s místními horaly ve snaze dobýt jejich opevněná sídla.
Od nejranějšího středověku až do vypuknutí Kavkazské války, jejíž příčinou byly imperiální záměry Ruska, bylo po celé délce Argunské soutěsky vybudováno na 4000 obranných, strážních a obytných věží a dalších staveb. Obytné věže mívaly 2 až 3 poschodí, zatímco štíhlé strážní věže byly mnohem vyšší - dosahovaly 4 až 6 pater. Podél toku Argunu bylo v horách vybudováno zhruba 100 opevněných hradních sídel

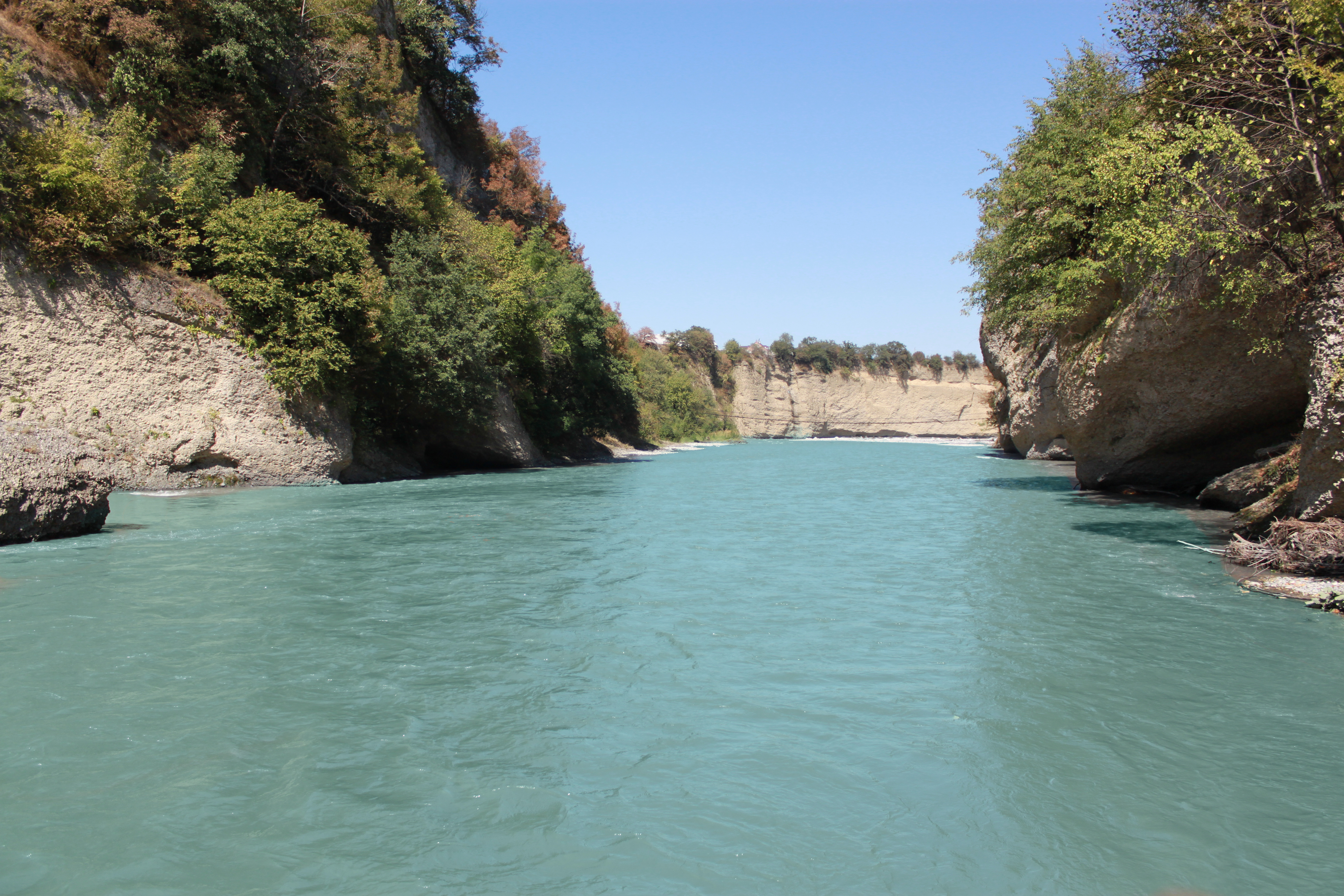
Soutěska u Argunských vrat poblíž obce Duba-Jurt v okrese Šatoj

S těmito pevnostmi i jednotlivými věžemi jsou spojovány četné legendy. Například na pravém břehu Argunu v okrese Šatoj, na skalnaté ostrožně nad soutokem s říčkou Gučan-erk stojí obranná věž, která se kdysi jmenovala ГIонат-гIала, což znamená Křídlatá nebo Okřídlená věž. Podle legendy ji takto pojmenoval vojevůdce Tamerlánových vojsk, když se v roce 1395 tito nájezdníci marně pokoušeli tudy probít. O dvojici věží, vybudovaných v soutěsce pod skalním srázem hory Selin-lam u obce Uškaloj (Уьш-кхаллой) se vypráví, že v těchto věžích zasedala Rada moudrých, na níž se v minulosti obraceli se svými otázkami a problémy obyvatelé z celého povodí Argunu - od Chevsuretie až po předkavkazské nížiny. Je to však jen legenda, neboť ve skutečnosti se jednalo o strážní věže, jejichž osádka v této rokli střežila visutý most přes Argun a vybírala od kupců, kteří tudy cestovali, mýtné v podobě nejrůznějších naturálií - střelného prachu, olova, vlny, sukna nebo ovcí. 

## Válečná historie
Život lidí podél soutěsky byl silně poznamenán v období Kavkazské války, zejména pak v jejím závěru. Do Argunské soutěsky, pověstné svou nepřístupností, se s ruskými oddíly podařilo proniknout až generálu Nikolaji Ivanoviči Evdokimovovi v lednu roku 1858, tj. 6 let před skončením války. Generál, pozdější hrabě Evdokimov, měl k dispozici armádu o počtu 45 000 vojáků a důstojníků. Než se ruským vojskům podařilo ovládnout celou Argunskou soutěsku až do jejích nejvýše položených partií, trvaly boje déle než jeden rok, neboť ruské vojsko muselo čelit zuřivému odporu čečenských horalů. Po dobytí soutěsky byly historické stavby v řadě usedlostí zničeny a kameny ze zbořených strážních a obranných věží byli použity při výstavbě zdí ruských posádkových pevností (Šatoj, Evdokimovskoe, Voznesenskoe). Mnoho dalších věží a také starobylých hrobek bylo zničeno při následném rozšíření cesty, vedoucí soutěskou podél Argunu. Hrobky byly vyloupeny a cenné předměty z nich byly vyvezeny ze země.
Všechny obce, jednotlivé auly a usedlosti podél Argunské soutěsky byly vysídleny po rozhodnutí nejvyšších stranických orgánů SSSR o hromadné deportaci čečenského národa v únoru roku 1944. Do většiny těchto sídel se původní obyvatelé nesměli vrátit ani po rehabilitaci v roce 1956. Zcela liduprázdný zůstal okres Galan-Čož, který byl jako samostatná administrativní jednotka obnoven až v roce 2012.
Argunská soutěska si zachovala svůj strategický význam i během tzv. čečenských válek na přelomu 20. a 21. století. Proběhly zde četné střety ruských a čečenských sil. Mezi nejznámější patří například boj u Jaryšmardy v roce 1996 během První čečenské války a boje o Šatoj v roce 2000 v průběhu Druhé čečenské války.